# Paramicromerys manantenina
Paramicromerys manantenina là một loài nhện trong họ Pholcidae. Loài này được phát hiện ở Madagascar.